# Айсфельд
Айсфельд (нім. Eisfeld) — місто в Німеччині, розташоване в землі Тюрингія. Входить до складу району Гільдбурггаузен.
Площа — 52,77 км2. Населення становить 7412 ос. (станом на 31 грудня 2021).